# Flughafen Kangerlussuaq

i7
i11
i13
Der Flughafen Kangerlussuaq (IATA-Code: SFJ, ICAO-Code: BGSF) ist ein Flughafen in Kangerlussuaq im westlichen Grönland. Er war der größte Flughafen und Drehkreuz des Landes. Der größte Teil des Verkehrs wurde im November 2024 zum Flughafen Nuuk verlagert, nachdem dort die neue verlängerte Landebahn und das neue Terminal eröffnet wurde.

## Lage
Der Flughafen liegt inmitten des Flughafendorfs Kangerlussuaq, das nur wegen des Flughafens gegründet worden war. Er liegt auf einer Höhe von 50 Meter.

## Geschichte

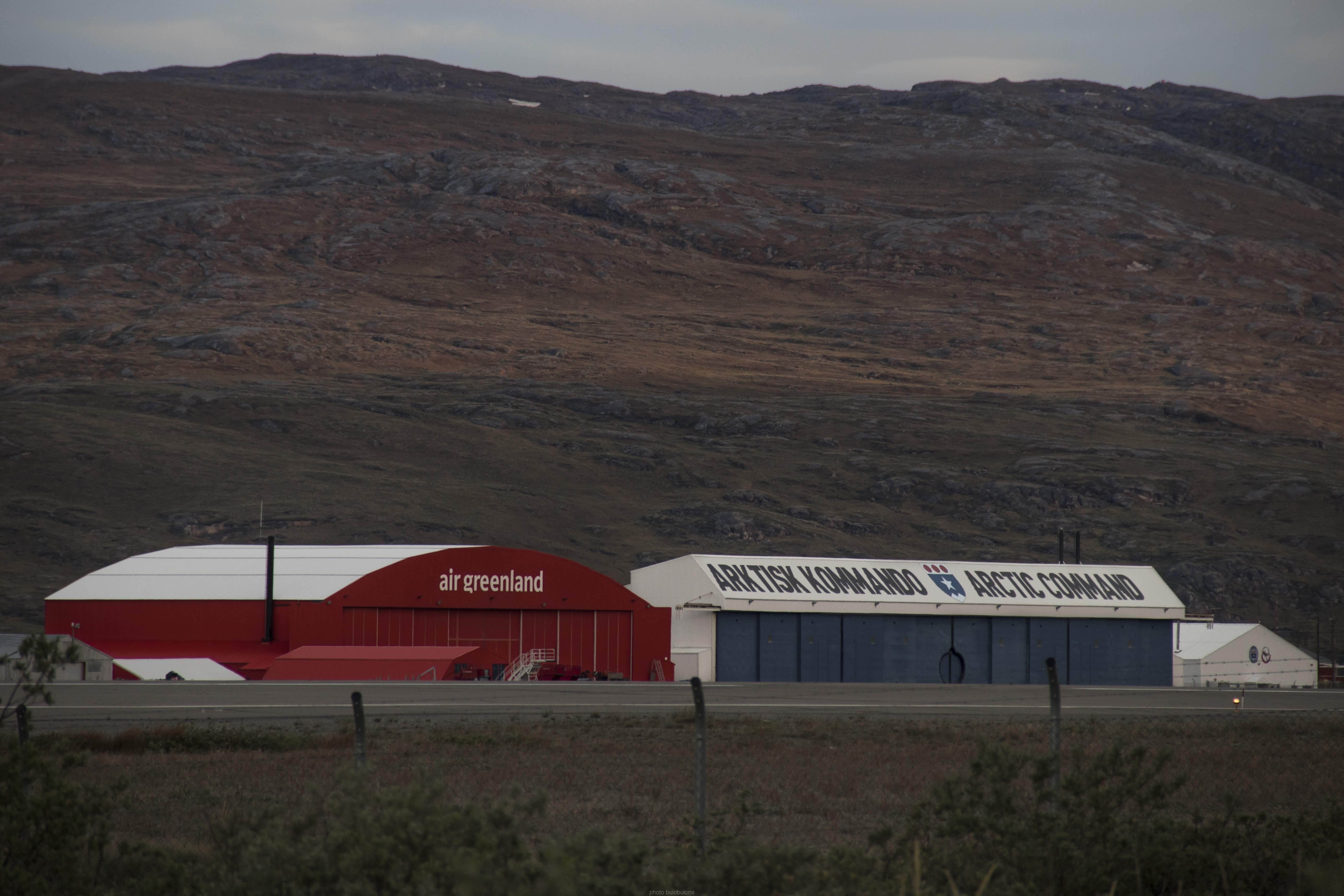
Der Hangar und ein Gebäude des Arktisk Kommando am Flughafen (2018)

Der Flughafen stammt aus dem Zweiten Weltkrieg. Er wurde am 20. Oktober 1941 als Bluie West Eight als Militärbasis der US Air Force eröffnet und erhielt nach Ende des Kriegs den Namen Sondrestrom Air Base. Neben der militärischen Funktion wurde der Flughafen ab 1954 auch zivil benutzt, als SAS Scandinavian Airlines begann, dort auf dem Weg zwischen Skandinavien und den USA zwischenzulanden. Ab Ende der 1950er Jahre fungierte der Flughafen als Drehkreuz für den Hubschrauberverkehr Grönlands. 1967 wurde die Linienverbindung zwischen Kangerlussuaq und Kopenhagen aufgenommen. Am 30. September 1992 wurde die Militärbasis aufgelöst und an die grönländische Regierung übergeben.
Der Flughafen Kangerlussuaq verfügt über ein geringes direktes Einzugsgebiet. Mit der 2019/20 begonnenen Ausweitung der Flughäfen Nuuk und Flughafen Ilulissat zu internationalen Flughäfen wurde der Flughafen Kangerlussuaq ab 2024 teilweise überflüssig. Zudem beschädigt der auftauende Permafrostboden die Landebahn. Im Januar 2021 gab die grönländische Regierung jedoch bekannt, dass das dänische Militär den Flughafen weiterhin benötigt und dieser deswegen ab 2023 renoviert werden soll.

## Ausstattung
Der Flughafen verfügt über eine asphaltierte Landebahn (09/27) mit einer Länge von 2810 m und einer Breite von 60 m. Die Landebahn ist von Bergen umgeben und hat eine Steigung, die den Eindruck einer zu kurzen Landebahn erweckt. Es gibt Flächenenteisungsanlagen. In Betriebsrichtung 09 sind Nicht-Präzisionsanflüge mittels Landekurssender und über das ungerichtete Funkfeuer mit der Kennung SF verfügbar, Sichtflug ist aber ebenfalls gestattet.

## Militärische Nutzung
Am Flughafen ist nach wie vor ein kleines Kontingent der Flyvevåbnet, die "Air Group West" stationiert. Der Platz soll dahingehend ertüchtigt werden, dass von hier aus auch F-35-Jets eingesetzt werden können.

## Fluggesellschaften und Ziele
Der Flughafen Kangerlussuaq fungiert als Drehkreuz für den grönländischen Flugverkehr. Air Greenland bietet die einzige ganzjährige Verbindung Grönlands zum Flughafen Kopenhagen an. Von Kangerlussuaq aus werden die Flughäfen Narsarsuaq, Nuuk, Maniitsoq, Sisimiut, Aasiaat und Ilulissat angeflogen. Von letzterem aus werden die noch weiter nördlich gelegenen Städte angeflogen.